# Rio Sís
Rio Sís é um rio centro-americano da Guatemala.